# Aromobates molinarii
Espèce
Synonymes
- Colostethus molinarii La Marca, 1985
- Nephelobates molinarii (La Marca, 1985)

Statut de conservation UICN

 EN B1ab(ii,iii)+2ab(ii,iii) : En danger
Aromobates molinarii est une espèce d'amphibiens de la famille des Aromobatidae.

## Répartition
Cette espèce est endémique de la cordillère de Mérida  au Venezuela. Elle se rencontre de 1 800 à 2 600 m d'altitude dans les États de Mérida et de Táchira.

## Étymologie
Cette espèce est nommée en l'honneur de Jesús Molinari.

## Publication originale
- La Marca, 1985 : A new species of Colostethus (Anura: Dendrobatidae) from the Cordillera de Merida, northern Andes, South America. Occasional Papers of the Museum of Zoology University of Michigan, no 710, p. 1-10 (texte intégral).